# Vranov Dol
Vranov Dol is een plaats in de gemeente Jastrebarsko in de Kroatische provincie Zagreb. De plaats telt 145 inwoners (2001).